# Bodo Hombach
Bodo Hombach (ur. 19 sierpnia 1952 w Mülheim an der Ruhr) – niemiecki polityk i przedsiębiorca, członek Socjaldemokratycznej Partii Niemiec (SPD), minister do zadań specjalnych oraz szef Urzędu Kanclerza Federalnego (1998–1999).

## Życiorys
Z wykształcenia pracownik społeczny, kształcił się m.in. w Fachhochschule Düsseldorf. Początkowo był zatrudniony w Federacji Niemieckich Związków Zawodowych. W 1979 został etatowym pracownikiem Socjaldemokratycznej Partii Niemiec, objął stanowisko sekretarza generalnego partii w Nadrenii Północnej-Westfalii, które zajmował do 1991. Później do 1998 zarządzał spółkami prawa handlowego w Düsseldorfie.
Od 1990 zasiadał w landtagu. W 1998 powierzono mu funkcję ministra gospodarki w rządzie landu. W październiku tego samego roku dołączył do pierwszego rządu Gerharda Schrödera jako minister do zadań specjalnych i szef Urzędu Kanclerza Federalnego. Funkcję tę pełnił do lipca 1999. Następnie do 2001 był specjalnym koordynatorem Unii Europejskiej do spraw Paktu Stabilności dla Europy Południowo-Wschodniej.
W latach 2002–2012 był dyrektorem zarządzającym WAZ-Mediengruppe, międzynarodowego koncernu prasowego. W 2011 został wykładowcą Uniwersytetu Fryderyka Wilhelma w Bonn.